# Forbach
Forbach (fràncic lorenès Fuerboch) és una ciutat francesa del departament de Mosel·la, a la regió del Gran Est. Se situa a 15 km de Saarbrücken (Alemanya) i a 120 km d'Estrasburg. Té aproximadament 23.000 habitants.
La família del president dels Estats Units Dwight David Eisenhower fou originària de Verrerie-Sophie, que va ser part d'aquesta comuna en 1811, fins que es va crear la comuna de Stiring-Wendel en 1857.

## Història
Durant la Guerra dels Trenta Anys, Forbach va ser escenari d'enfrontaments armats. El castell de Schlossberg i la muralla que el protegia van ser desmantellats el 1635 per ordre del cardenal Richelieu. En 1739 va néixer en aquesta ciutat el General Jean Nicolas Houchard, figura destacada de la Revolució Francesa i de l'Imperi de Napoleó I. La línia de tren entre Metz i Forbach s'inaugurà l'any 1851 i l'any següent la de Saarbrücken. A partir de mitjans del segle xix tres famílies influents dominaren la vida política, econòmica i social. Aquestes famílies són els De Wendel, els Couturier i els Adt. Després de la batalla de Spicheren en el marc de la guerra francoprussiana en 1870, Forbach fou annexionada al Reich alemany, del qual formà part fins al final de la Primera Guerra Mundial. Durant bona part de la Segona Guerra Mundial, Hitler va annexionar la regió del Mosel·la al Tercer Reich.